# Клюнге, Андерс
Андерс Ферслев Клюнге (дат. Anders Ferslev Klynge; род. 14 октября 2000, Оденсе) — датский футболист, полузащитник клуба «Будё-Глимт».

## Клубная карьера
Клюнге — воспитанник клубов ОКС и «Оденсе». 22 июня 2020 года в матче против «Люнгбю» он дебютировал в датской Суперлиги в составе последних. Летом того же года Клюнге перешёл в «Силькеборг». В матче против «Хельсингёра» он дебютировал в Первой лиге Дании. 21 ноября в поединке против «Хельсингёра» Андерс забил свой первый гол за «Силькеборг». По итогам дебютного сезона он помог команде выйти в элиту.  